# Temporada de tifones del Pacífico de 1991
La temporada de tifones en el Pacífico de 1991 fue una temporada ligeramente activa, con solo veintinueve tormentas tropicales, diecisiete tifones y solo cinco súper tifones. Fue un evento en el cual ciclones tropicales se formaron en el océano Pacífico noroccidental. La temporada estuvo activa durante 1991, con mayor incidencia entre mayo y noviembre. El enfoque de este artículo está limitado para el océano Pacífico al norte del ecuador entre el meridiano 100° este y el meridiano 180°. La primera tormenta nombrada de la temporada, Sharon, se desarrolló el 5 de marzo, mientras que la última tormenta nombrada de la temporada, Zelda, se disipó el 5 de diciembre.
Dentro del océano Pacífico noroccidental, hay dos agencias quienes de forma separada asignan nombres a los ciclones tropicales de los cuales resultan en un ciclón con dos nombres. La Agencia Meteorológica de Japón nombra un ciclón tropical en el que se basarían en la velocidad de vientos sostenidos en 10 minutos de al menos 65 km/h, en cualquier área de la cuenca. Mientras que el Servicio de Administración Atmosférica, Geofísica y Astronómica de Filipinas (PAGASA) asigna nombres a los ciclones tropicales los cuales se mueven dentro o forma de una depresión tropical en el área de responsabilidad localizados entre 135° E y 115° E y también entre 5°-25° N, sí el ciclón haya tenido un nombre asignado por la Agencia Meteorológica de Japón. Las depresiones tropicales, que son monitoreadas por el Centro Conjunto de Advertencia de Tifones de Estados Unidos, son numerados agregándoles el sufijo "W".

## Ciclones tropicales

### Tifón Tim
El 17 de marzo, un grupo de tormentas eléctricas se agrupó y formó un área de baja presión en el extremo este de las Islas Marianas. El área de baja presión se intensificó rápidamente y se convirtió en tormenta tropical cuatro días después de su formación. Las condiciones favorables permitieron que el sistema continuara intensificándose hasta convertirse en un tifón de categoría 1. La fuerte cizalladura del viento del 25 de marzo hizo que el sistema se debilitara y se transformó en un ciclón extratropical.

### Tifón Walt (Karing)
El 3 de mayo se formó un área perturbada al sureste de las Islas Marianas. Un día después, el sistema se fortaleció hasta convertirse en una depresión tropical y continuó intensificándose hasta convertirse en tifón cuatro días después. El sistema mostró características anulares el 11 de mayo, mostrando una forma axisimétrica. Walt alcanzó la intensidad máxima el 12 de mayo, antes de mostrar un ciclo distinto de reemplazo de la pared del ojo que duró cuatro horas desde finales del 13 de mayo hasta el 14 de mayo. Cuando terminó el ciclo de reemplazo de la pared del ojo, se formó un ojo nuevo y más grande que medía 65 kilómetros de ancho. Walt pronto giró hacia el noreste, convirtiéndose en extratropical el 17 de mayo, antes de fusionarse con otro ciclón extratropical al noreste de Japón.

### Tifón Yunya (Diding)
Después de un mes sin actividad en el Pacífico occidental, el 11 de junio se desarrolló una depresión tropical débil (con vientos de solo 10 nudos) justo al este de Filipinas y al sur de la depresión troposférica superior tropical. Ubicada en un área de poca cizalladura del viento, se dirigió hacia el suroeste, desarrollando un flujo de salida de banda espiral y convirtiéndose en una tormenta tropical el día 12. A medida que se desarrollaba una pequeña nubosidad densa central (CDO) sobre Yunya, se desarrolló rápidamente y se convirtió en un tifón el día 13 mientras se desplazaba paralelamente al este de Filipinas. La cresta de nivel medio obligó a Yunya hacia el oeste, donde alcanzó brevemente una intensidad máxima de vientos de 195 km/h (120 mph) el día 14. Posteriormente, la construcción hacia el este de la cordillera subtropical produjo una cizalladura vertical desfavorable del viento que debilitó a Yunya a un tifón mínimo antes de golpear la bahía de Dingalan, Luzón, a principios del día 15. Yunya salió de Luzón como tormenta tropical mínima en el golfo de Lingayén. Giró hacia el norte debido a una ruptura en la cresta y se disipó el 17 cerca del sur de Taiwán debido a la cizalla vertical.
Yunya probablemente habría sido un ciclón sin incidentes si no hubiera golpeado a Luzón el mismo día que la erupción culminante del Monte Pinatubo. La nube de ceniza que normalmente se habría dispersado por los océanos fue redistribuida sobre Luzón por los vientos ciclónicos del tifón, lo que exacerbó en gran medida el daño causado por la erupción. La ceniza cargada de agua cayó sobre la base aérea de Clark evacuada, así como sobre el resto de Luzón, lo que provocó la caída de líneas eléctricas y el colapso de edificios con techos planos. En algunas zonas prácticamente llovía lodo.
Yunya salió de Luzón a través del golfo de Lingayén como una tormenta tropical débil y luego giró hacia el norte hacia una ruptura en la cordillera subtropical. El sistema continuó debilitándose debido a la fuerte cizalladura vertical del viento. Luego rozó la costa sur de Taiwán como una depresión tropical y finalmente se disipó antes de que pudiera completar la recurvatura completa en los vientos del oeste de latitud media. Yunya causó directamente una muerte por las inundaciones y las fuertes lluvias que dejó.

## Nombres de los ciclones tropicales
Durante la temporada se desarrollaron 29 ciclones tropicales con nombre en el Pacífico Occidental y fueron nombrados por el Centro Conjunto de Advertencia de Tifones, cuando se determinó que se habían convertido en tormentas tropicales. Estos nombres se contribuyeron a una lista revisada que comenzó a mediados de 1989.
| Sharon | Tim   | Vanessa | Walt     | Yunya | Zeke   | Amy | Brendan | Caitlin | Doug   | Ellie | Fred  | Gladys | Harry | Ivy |
| Joel   | Kinna | Luke    | Mireille | Nat   | Orchid | Pat | Ruth    | Seth    | Thelma | Verne | Wilda | Yuri   | Zelda |     |

### Filipinas
| Auring            | Bebeng             | Karing            | Diding            | Etang             |
| Gening            | Helming            | Ising             | Luding            | Mameng            |
| Neneng            | Oniang             | Pepang            | Rosing            | Sendang           |
| Trining           | Uring              | Warling           | Yayang            |                   |
| Lista auxiliar    |                    |                   |                   |                   |
|                   |                    |                   |                   | Ading (sin usar)  |
| Barang (sin usar) | Krising (sin usar) | Dadang (sin usar) | Erling (sin usar) | Goying (sin usar) |

La Administración de Servicios Atmosféricos, Geofísicos y Astronómicos de Filipinas (PAGASA) utiliza su propio esquema de nombres para los ciclones tropicales en su área de responsabilidad. PAGASA asigna nombres a las depresiones tropicales que se forman dentro de su área de responsabilidad y a cualquier ciclón tropical que pueda pasar a su área de responsabilidad. En caso de que la lista de nombres de un año determinado resulte ser insuficiente, los nombres se toman de una lista auxiliar, los primeros 10 de los cuales se publican cada año antes de que comience la temporada.
Los nombres que no se hayan retirado de esta lista se volverán a utilizar en la temporada de 1995. Esta es la misma lista utilizada para la temporada de 1987. PAGASA utiliza su propio esquema de nombres que comienza en el alfabeto filipino, con nombres de mujeres filipinas que terminan en "ng" (A, B, K, D, etc.). Los nombres que no fueron asignados/que se van a usar están marcados en gris.

### Nombres retirados
- Debido a los extensos daños y al alto número de muertos, la JTWC retiró los nombres de Mireille y Thelma, que fueron reemplazados por Melissa y Teresa. Ambos nombres se utilizaron por primera vez en la temporada de 1994. PAGASA también retiró el nombre Uring por razones similares y fue reemplazado por Ulding para la temporada de 1995.